# おじさんおはなししてよ
『おじさん お話してよ』（おじさん おはなししてよ）は、1964年4月7日から1966年4月5日までNHK教育テレビの『幼稚園・保育所の時間』で放送されていた子供向け番組である。カラー放送

## 概要
おじさんによる童話を披露する番組。

## 放送時間
いずれも日本標準時、別の時間帯での再放送あり。
- 火曜日 10:40 - 11:00 （1964年4月7日 - 1965年3月30日）[2]
- 火曜日 10:40 - 10:59 （1965年4月13日 - 1966年4月5日）

## 出演者
- 小山田宗徳[2]
- 人形劇団太郎座
- ひばり児童合唱団
- 高見映 - 高見は「なにしてあそぼう→できるかな」まで26年[注釈 1]間続投し、一躍人気者となった。

## スタッフ
- 作曲[何の?]：湯山昭